# Iglesia São José (Porto Alegre)
La Iglesia São José es una iglesia católica ubicada en el centro histórico de la ciudad de Porto Alegre, Brasil. Fue proyectada por el arquitecto y artista Joseph Lutzenberger para acoger a la comunidad católica alemana y es un patrimonio histórico y cultural de la ciudad por su relevancia artística.

## Historia
Los primeros inmigrantes alemanes católicos que se establecieron en Porto Alegre no tenían una iglesia propia y realizaban sus devociones en la Iglesia de Nuestra Señora del Rosario. Sin embargo, debido a las fricciones con las cofradías del Rosario y de San Benito por el uso del órgano y el horario de ensayo del coro, decidieron crear un núcleo religioso independiente, la Comunidad de San José de los Alemanes, constituida el 21 de enero de 1871.. 
El edificio del antiguo Teatro Dom Pedro, que más tarde había sido sede de la Sociedad Bailante Campesina y después de una agencia de subastas, situado en la rúa Marechal Floriano, fue adquirido para servir al servicio. La estructura fue reformada y adaptada por el arquitecto João Grünewald y consagrada por el obispo Sebastião Dias Laranjeira el 13 de diciembre de 1871. El primer capellán fue el jesuita João Batista Stratmann.
En 1920 se decidió construir una iglesia más grande, eligiendo la ubicación actual en rúa São Rafael (actual rúa Alberto Bins). El proyecto fue diseñado por Joseph Lutzenberger, importante arquitecto y artista. La primera piedra fue colocada el 22 de enero de 1922, y fue inaugurada en 1924, a tiempo para las celebraciones del centenario de la inmigración alemana a Río Grande del Sur. La decoración interna, sin embargo, sólo se concluyó en 1948. En 1982 la iglesia fue incluida por el Municipio en el Inventario de Bienes de Valor Histórico y Cultural y de Tradición Expresiva.

## Arquitectura

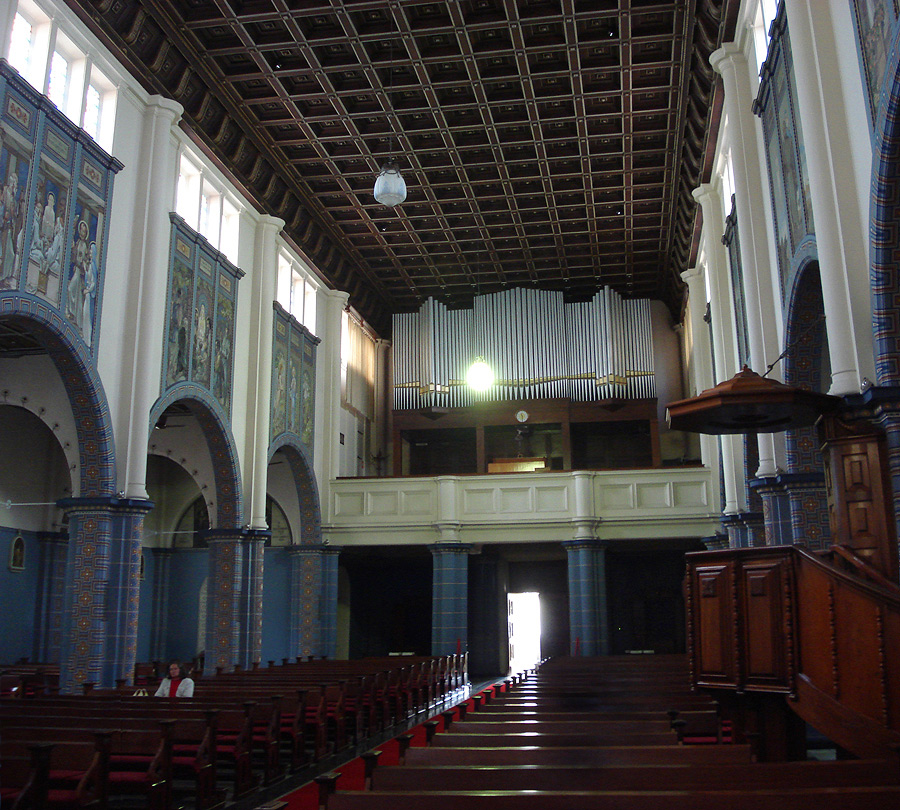
Vista de la nave y del coro con el órgano

La iglesia tiene una gran importancia artística tanto por su construcción como por su decoración que contó con la colaboración de artistas de renombre. Es uno de los proyectos más integrados y conocidos de Lutzenberger, construido en un vigoroso estilo ecléctico con una geometría rigurosa y abundantes soluciones originales. Además de diseñar el edificio, Lutzenberger también fue responsable de la concepción general de la decoración exterior e interior concibiendo la iglesia como una "obra de arte total", y diseñando los altares, estatuas, ornamentos, vidrieras y pinturas murales. Los dibujos y bocetos que desarrolló fueron donados a la colección de la iglesia por su familia.
Angelo Guido elogió la calidad del proyecto, y según Ângela Ravazzolo, es uno de los principales logros de Lutzenberger. Para Caroline Hädrich, la iglesia "es sin duda la obra más completa y tal vez la más bella creada por Lutzenberger, ya que logró diseñar desde su estructura hasta todos sus detalles decorativos, como pinturas murales, diseños de vidrieras, altares y estatuas de mármol, muebles de madera e incluso accesorios de iluminación".

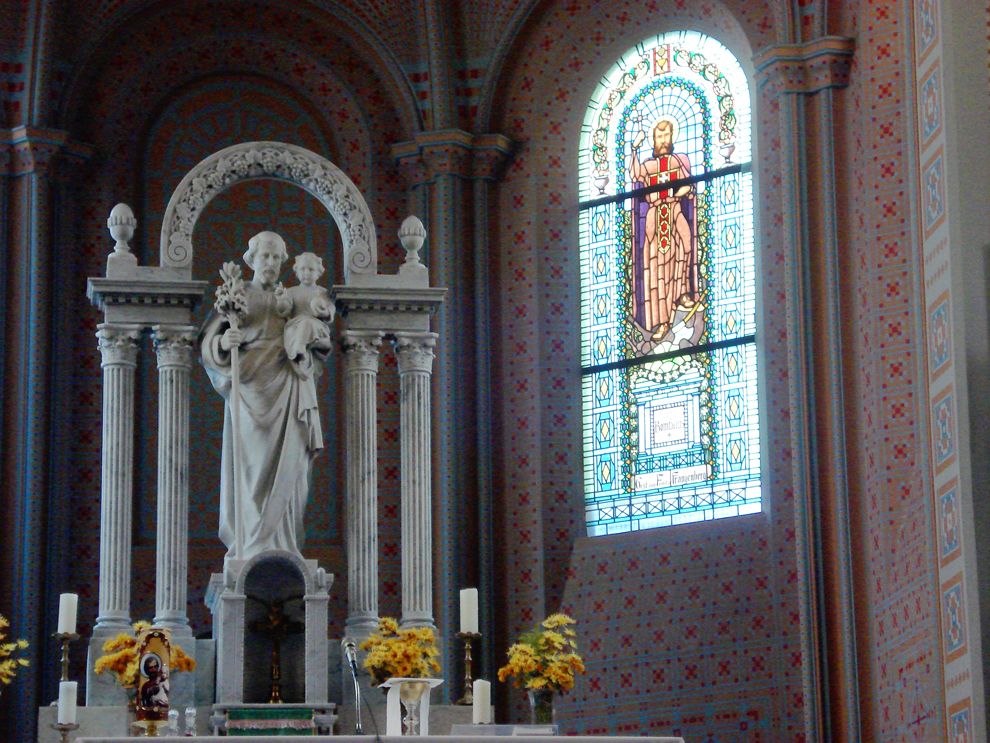
Detalle del altar mayor

La fachada tiene una volumetría dinámica, con un zócalo elevado junto al pavimento, donde se abren óculoss redondos. Hay dos entradas en los laterales, desde donde suben unas escaleras al pórtico porticado, con un arco central decorado. Sobre el arco está entronizada una gran estatua de San José con el Niño Jesús en su regazo, realizada por Alfred Adloff, que también esculpió las demás esculturas de la fachada. Sobre este grupo se eleva el campanario, en cuatro niveles de configuración variable, que termina en una alta corona prismática de cobre. En las esquinas de los volúmenes de la fachada hay varios focos estilizados en forma de llama.
Atravesando el pórtico, se accede a la nave central a través de un pequeño atrium que sostiene el coro, donde está instalado un gran órgano de tubos. A la izquierda de la entrada se encuentra el baptisterio, en una sala con vanos enrejados, decorada con imágenes de santos y una pila bautismal de mármol, y justo delante hay un altar con una imagen del Señor Muerto en un ataúd de cristal. El techo de la nave tiene una sofisticada techumbre de madera dividida en casetones, tallada por Johannes Widholzer. Grandes arcos de medio punto dan acceso a las naves laterales. Bajo el claristorio hay pinturas murales que ilustran pasajes de la Biblia e imágenes de santos venerados por los alemanes, ejecutadas por los alumnos de Lutzenberger basándose en sus diseños. Bancos de madera flanquean la nave central, y a la izquierda, al fondo, hay un púlpito de madera.

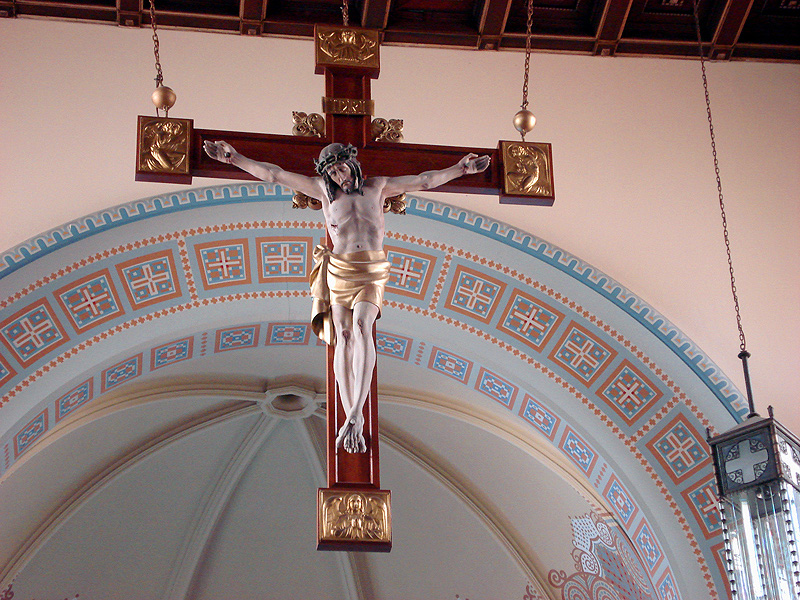
El crucifijo colgado sobre el altar mayor

Al final de la nave se encuentra el presbiterio, con un diseño absidal, delimitado por un gran arco de medio punto ornamentado, delante del cual cuelga un crucifijo monumental de madera, cuya autoría se atribuye a André Arjonas.  Arjonas fue el director artístico del taller de decoración de Jacob Aloys Friedrichs, colaboró en los diseños del altar mayor y de la estatuaria de mármol que adorna los altares y, junto con sus ayudantes, se encargó de su ejecución. Debajo de la cruz suspendida se encuentra el altar mayor, y detrás de él el retablo para el Santo Patrón, una creación original que utiliza elementos ahuecados para delinear un marco arquitectónico discreto y elegante alrededor de la imagen de San José con el Niño Jesús en brazos.. 
Las naves laterales, con un espacio dividido longitudinalmente por sucesivos arcos de medio punto, tienen altares en los extremos y vidrieras en las ventanas, realizadas por la Casa Veit, así como varias estatuas de santos y un Vía Crucis a lo largo de los muros. Los muros y arcos del interior de la iglesia también están ricamente decorados con pinturas de motivos geométricos, creando un atractivo efecto plástico, que alcanza su máximo esplendor en el ábside del presbiterio. Debido a su buena acústica y a la presencia de un excelente órgano, la iglesia se utiliza a menudo para conciertos. También hay un grupo coral permanente.